# Katie Morgan
Katie Morgan (ur. 18 listopada 1985 w Mesa w stanie Arizona) – amerykańska lekkoatletka, skoczkini o tyczce.
Złota medalistka mistrzostw NCAA (2008), finalistka mistrzostw USA.

## Rekordy życiowe
- Skok o tyczce – 4,26 (2008)
- Skok o tyczce (hala) – 4,20 (2009)